# Univers des canards de Disney
L’univers des canards de Walt Disney (Ducks universe en anglais) est un monde fictif dans lequel sont situées les histoires de Donald et de Picsou. Si Donald Duck apparaît dès 1934, avant les premières bandes dessinées de Carl Barks, ce dernier est considéré comme l'un des principaux créateurs de l'univers des canards proprement dit, ayant inventé un grand nombre de ses personnages (Picsou, les Rapetou, Miss Tick, Géo Trouvetou, Gontran...) ou contribué à définir leur personnalité. L'univers est ensuite étoffé par de très nombreux artistes, l'un des plus connus étant Don Rosa, qui approfondit l'univers des canards en s'appuyant systématiquement sur les créations de Barks.

## Développement de l'univers des canards de Disney
L'univers des canards de Disney commence avec l'invention du personnage de Donald Duck, qui apparaît pour la première fois en 1934 dans le court-métrage d'animation Une petite poule avisée. Mais c'est avec l'arrivée de Carl Barks et sa « promotion » comme scénariste en 1937 pour le court-métrage Inventions modernes que Donald Duck prend de l'importance. Barks réalise ensuite de nombreuses bandes dessinées mettant en scène Donald et sa famille : il crée en 1947 le célèbre oncle Picsou (Uncle Scrooge) dans la BD Noël sur le mont Ours. Des années 1940 aux années 1960, Barks crée de nombreux autres personnages de canards, dont Gontran, Géo Trouvetou, les Castors Juniors, etc. De la même façon, il invente Donaldville (Duckburg, parfois traduit « Canardville »), située dans un État fictif des États-Unis, le Calisota, où vivent tous ces personnages.
L'univers des canards est repris en main au cours des années 1980 par le dessinateur Don Rosa, qui, dans ses bandes dessinées, essaye de créer une histoire cohérente proche d'une mythologie autour des personnages créés ou développés par Barks : il reconstitue un arbre généalogique de Donald Duck, et par là de la famille de Picsou, et organise leurs principales aventures en une trame chronologique cohérente, qu'il utilise à partir de 1991 pour dessiner une série d'histoires, La Jeunesse de Picsou, qui retracent les principaux épisodes de la vie de Picsou.
Don Rosa utilise le travail de Barks comme point de référence ; beaucoup d'autres auteurs, y compris non américains, ont cependant enrichi cet univers de leur propres histoires et personnages, en particulier ceux des écoles italienne (Giovan Battista Carpi, Giorgio Cavazzano, Romano Scarpa, Marco Rota) et brésilienne.

## Œuvres développant l'univers de fiction
Cet univers comporte diverses séries, pas toujours cohérentes entre elles, mais avec beaucoup de personnages communs :

### Séries en bandes dessinées
- Fantomiald (Paperinik, 1969)
- Powerduck
- DoubleDuck
- L'Âge du rock (Os Adolescentes, 1984)
- La Jeunesse de Picsou de Don Rosa (première série de douze épisodes en 1991-1993)
- Donald Junior (première apparition dans Mickey Parade. La jeunesse de Donald)
- Le Cycle des magiciens (créée par Stefano Ambrosio et dessinée par plusieurs dessinateurs italiens)
- Les Chroniques de la Baie
- Donald Quest
- Sections Frissons
- Les hommes de l’ANPE
- Picsou Intelligence Agency

### Séries télévisées
- La Bande à Picsou (Duck Tales, 1987-90)
- Myster Mask (Darkwing Duck, 1991-93)
- Couacs en vrac (Quack Pack, 1996-97)
- Mighty Ducks (1996-97)
- La Bande à Picsou (DuckTales, 2017-2021)
- La Légende des Trois Caballeros (Legend of the Three Caballeros, 2018)

## Géographie
L'univers des aventures des canards Disney s'inspire fortement du monde réel, à quelques différences près. Le principal lieu fictif est la ville de Donaldville (Duckburg), où habitent la plupart des personnages créés par Carl Barks. Donaldville se trouve dans un État fictif des États-Unis, le Calisota, que Carl Barks situe entre la Californie et l'Oregon et qui donne comme eux sur l'Océan Pacifique. Les canards tels que Donald et Picsou y côtoient d'autres animaux anthropomorphes, parmi lesquels figurent d'autres oiseaux, des chiens et des cochons.

## Personnages
- Donald Duck
- Riri, Fifi et Loulou
- Balthazar Picsou
- Daisy Duck
- Popop
- Géo Trouvetou
- Gontran Bonheur
- Grand-Mère Donald
- Gus Glouton
- Les Rapetou
- Miss Tick
- Donald Dingue
- Toby Dick
- Lagrogne (M. Jones)
- Oona
- Archibald Gripsou
- Crésus Flairsou
- Arpène Lucien
- Sgrizzo Ecoutum
- Lili, Lulu et Zizi

## Quelques auteurs
- Américains
  - Carl Barks
  - Merrill De Maris
  - Wilfred Haughton
  - Ted Osborne
  - Don Rosa
  - Al Taliaferro
  - William Van Horn
- Italiens
  - Alessandro Barbucci
  - Luciano Bottaro
  - Giovan Battista Carpi
  - Giorgio Cavazzano
  - Federico Pedrocchi
  - Romano Scarpa
  - Marco Rota
- Autres
  - Victor Rios (Vicar)
  - Daniel Branca
  - Daan Jippes